# Renard roux du Japon
Vulpes vulpes japonica
Sous-espèce
 (février 2025).
Si vous disposez d'ouvrages ou d'articles de référence ou si vous connaissez des sites web de qualité traitant du thème abordé ici, merci de compléter l'article en donnant les références utiles à sa vérifiabilité et en les liant à la section « Notes et références ».
Le renard roux du Japon (Vulpes vulpes japonica), est une sous espèce du renard roux que l'on trouve sur l’archipel japonais (à l'exception d'Hokkaidō). En japonais, il est désigné sous le nom de Hondogitsune (本土狐 ; ホンドギツネ, « renard métropolitain »). Autrefois présent en grand nombre et faisant l'objet de crainte et de vénération, il s'est considérablement raréfié au cours de l'ère Meiji à cause de la chasse pour sa fourrure et de l'urbanisation.

## Description

### Morphologie
Le renard roux du Japon est un canidé de petite à moyenne taille, au corps élancé, aux pattes longues et fines, et au museau étroit et pointu. Sa longueur tête-corps varie généralement entre 52 et 76 cm, pour une queue touffue mesurant entre 26 et 42 cm. Sa hauteur au garrot est comprise entre 32 et 42 cm. Le poids moyen des mâles se situe entre 4,4 et 6,6 kg, tandis que celui des femelles est légèrement inférieur, entre 3,3 et 6 kg.
Le museau est dépourvu de rayures noires bien définies, et la lèvre supérieure est blanche. Les oreilles sont dressées, et les femelles sont en moyenne plus petites que les mâles. Les renardeaux naissent avec un pelage brun noirâtre, à l’exception du bout de la queue, déjà blanc.

### Pelage
Le pelage du renard roux du Japon est particulièrement épais, avec une fourrure longue et dense, notamment au niveau de la queue. Sa coloration est très variable, allant du fauve clair à un roux plus soutenu. Des zones blanches marquent la gorge, la poitrine, le ventre et la face inférieure du corps, avec des variantes tirant parfois vers le gris clair.
Le dos des oreilles est noir, tandis que la queue, très longue, épaisse et fournie, se termine toujours par une extrémité blanche. Contrairement à certaines autres sous-espèces, les pattes ne présentent pas toujours de marques noires nettes ; les faces antérieures peuvent parfois être légèrement couvertes de poils blanchâtres.
En japonais, la couleur typique de sa robe est désignée par le terme kitsune-iro (きつね色, kitsune-iro, « couleur renard »), qui évoque une teinte brune claire presque jaunâtre.

## Mode de vie

### Répartition et habitat
Le renard du Japon est indigène aux îles principales de l’archipel nippon : Honshū, Kyūshū et Shikoku. Sa présence est cependant plus rare sur l’île de Shikoku. Contrairement à certaines affirmations erronées, il n’a pas été introduit dans la région sud de la péninsule de Bōsō.
Il fréquente une grande diversité de milieux, principalement les zones boisées de moyenne altitude et les régions alpines, mais il est également observé dans les prairies, les zones agricoles, voire à proximité des habitations humaines. Dans ces contextes, il peut s’attaquer aux cultures, piller les élevages de volailles ou fouiller dans les déchets. Son domaine vital varie selon la région : sur l’île de Kyūshū, il s’étend généralement de 2,8 à 6,3 km², tandis qu’à Kumamoto, il peut être plus réduit, avoisinant les 0,8 km². Il marque son territoire à l’aide d’urine, de déjections et de sécrétions issues des glandes anales, supracaudales ou faciales, comme chez les autres sous-espèces.

### Alimentation
Le renard roux du Japon est un omnivore à forte tendance carnivore. Son régime alimentaire varie selon les saisons et l’environnement : il se nourrit principalement de rongeurs tels que les campagnols (Microtus montebelli), les mulots distingués et argentés, ainsi que de lièvres, d'oiseaux, d’insectes et de fruits. Il consomme également des carcasses de cerfs sika et divers déchets issus de l’activité humaine, surtout au printemps et en été. En hiver, lorsque les proies sont moins abondantes, les ressources anthropiques prennent une place encore plus importante dans son alimentation.
Il chasse généralement seul en suivant des itinéraires réguliers. Animal essentiellement nocturne, il fait preuve d’une grande adaptabilité alimentaire, comparable à celle des autres sous-espèces de renards roux.

### Reproduction
La saison de reproduction s’étend de novembre à fin janvier, avec un pic des naissances entre la mi-mars et la mi-mai. La gestation dure entre 52 et 60 jours. La femelle met bas dans un terrier une portée de 2 à 7 petits (en moyenne 3 à 4), qui pèsent environ 100 g à la naissance. Leur fourrure est presque noire, avec une extrémité blanche à la queue. À 45 à 60 jours, les jeunes commencent à sortir de la tanière pour suivre leur mère, et à 3–4 mois, ils deviennent indépendants sur le plan alimentaire.
Le renard du Japon vit en groupes familiaux à structure matriarcale. Les femelles de la portée précédente peuvent participer à l’élevage des nouveaux petits. Le mâle reste présent jusqu’au premier mois de vie des jeunes, après quoi il cesse d’interagir avec eux. Vers le mois de septembre, les jeunes se dispersent, les mâles quittant généralement le territoire maternel entre 7 et 8 mois. Les femelles atteignent leur maturité sexuelle dès leur premier hiver, mais se reproduisent en général à partir de l’âge d’un an.
Les tanières utilisées pour la mise bas peuvent être soit creusées par les renards eux-mêmes, soit réutilisées à partir d’anciens terriers de blaireaux japonais. Elles possèdent souvent plusieurs entrées (20–30 cm de diamètre) et forment un réseau complexe, parfois hérité sur plusieurs générations, pouvant atteindre 30 m de long et descendre à une profondeur de 50 à 100 cm. Ces terriers servent aussi d’abris temporaires en dehors de la période de reproduction, notamment pour signaler un territoire ou effectuer des retraites périodiques.
L’espérance de vie du renard roux du Japon est relativement courte à l’état sauvage, estimée à 3–4 ans (avec un taux de survie juvénile inférieur à 4 %)[réf. nécessaire], bien qu’elle puisse atteindre une dizaine d’années en captivité.

## Phylogénie
Les analyses de phylogénie moléculaire basées sur les séquences des gènes cytochrome b et D-loop de l'ADN mitochondrial soutiennent l'idée que le renard du Japon constitue un clade monophylétique À part entière. Le dernier ancêtre commun (MRCA) du renard du Japon et des autres sous-espèces de renards roux est estimé à environ 148 000 ans (avec une plage estimée sur une période allant de 80 000 à 236 000 ans). En outre, le renard roux japonais est divisé en deux sous-clades distincts entre l'est et l'ouest du Japon. En revanche, le renard roux d’Hokkaidō (Vulpes vulpes schrencki) est polyphylétique, ce qui suggère qu'il possède plusieurs origines distinctes.